# Хомутов, Радий Михайлович
Радий Михайлович Хомутов (2 июля 1929, Москва — 23 января 2018) — советский и российский химик-органик, член-корреспондент АН СССР с 29 декабря 1981 года по Отделению биохимии, биофизики и химии физиологически активных соединений (химия физиологически активных соединений).
Окончил химический факультет МГУ(1952). Несколько лет работал там же, в 1956—1959 в Институте фармакологии и химиотерапии АМН СССР.
С 1959 года — научный сотрудник Института молекулярной биологии АН СССР, руководитель группы энзимологии биологически активных соединений.
Доктор химических наук (1966), профессор (1976). Автор 24 изобретений.
Создал новый метод синтеза циклосерина (1962). Открыл принцип создания биологически активных антагонистов аминокислот (1964). Разработал способы получения физиологически активных веществ на основе фосфорорганических соединений (1978—1980).
Государственная премия СССР (1984).
Награждён орденами Трудового Красного Знамени (1991) и Дружбы (2005).
Скончался 23 января 2018 года. Похоронен в колумбарии Новодевичьего кладбища.